# Sjökarteverket

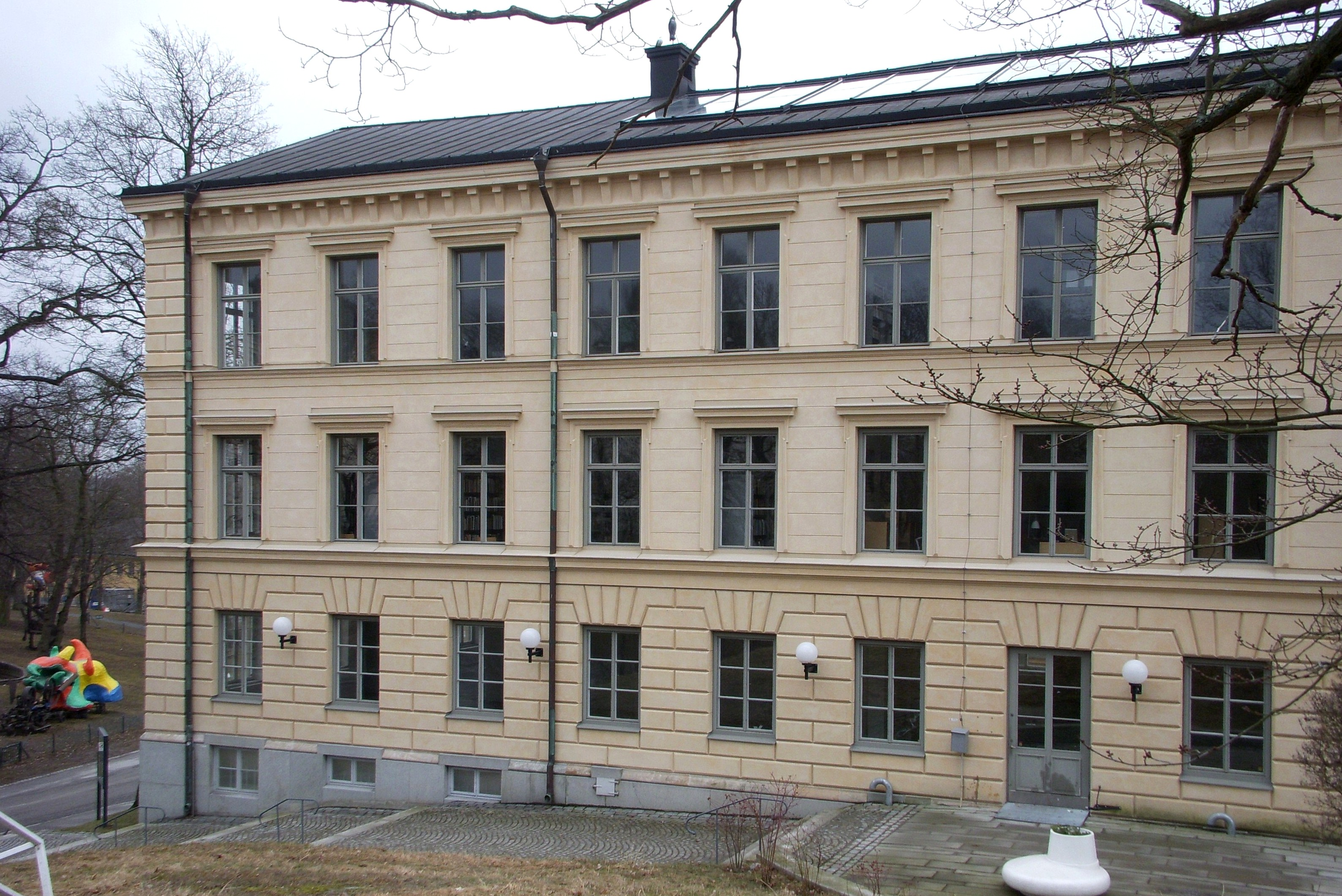
Sjökarteverkets byggnad 2009.

Sjökarteverket är en byggnad belägen vid Flaggmansvägen på Skeppsholmen i Stockholm. 
"Kungl. Sjökarteverket" hade till uppgift att tillverka sjökort och verket ansvarade för hela processen från sjömätning, renritning, koppargravyr till tryck. För att rymma all deras verksamhet på samma ställe uppfördes Sjökarteverkets hus mellan åren 1871 till 1872 av byggmästaren Emil Hawerman efter ritningar av Victor Ringheim. Han var chef för Mekaniska departementet vid Flottans station i Stockholm. På platsen fanns tidigare ett litet trähus från mitten av 1600-talet. I det huset drevs även en krog som kallades "Tuppen". Den är omnämnd av Carl Michael Bellman i Fredmans epistel nr 67 "Till mutter på Tuppen". Krogen och huset fanns kvar till 1861. År 1910 påbyggdes fastigheten med en våning och 1937–1938 förlängdes byggnaden motsvarande tre fönster.
För närvarande har Konstbiblioteket och Fotografibiblioteket sin verksamhet i byggnaden, som förvaltas av Statens Fastighetsverk.

## Chefer

### Chefer för Sjökartearkivet och Sjömätningskontoret
- 1824–1833 – Nils Abraham Bruncrona[1]
- 1833–1849 – Gustaf Erik Lundstedt[1]

### Chefer för Sjökartekontoret
- 1849–1854 – Anders Almlöf[1]
- 1854–1871 – Emil Warberg[1]

### Chefer för Sjökarteverket
- 1872–1893 – Thorsten Arwidsson[2]
- 1893–1909 – Edvard Oldberg[3][1]
- 1909–1921 – Per Dahlgren[1]
- 1921–1931 – Gustaf Reinius[1]
- 1931–1939 – Erik Bouveng[1]
- 1939–1946 – Gunnar Blix (överdirektör)[1]
- 1946–1955 – Richard Edman (överdirektör)[1]